# روبي ويليامز

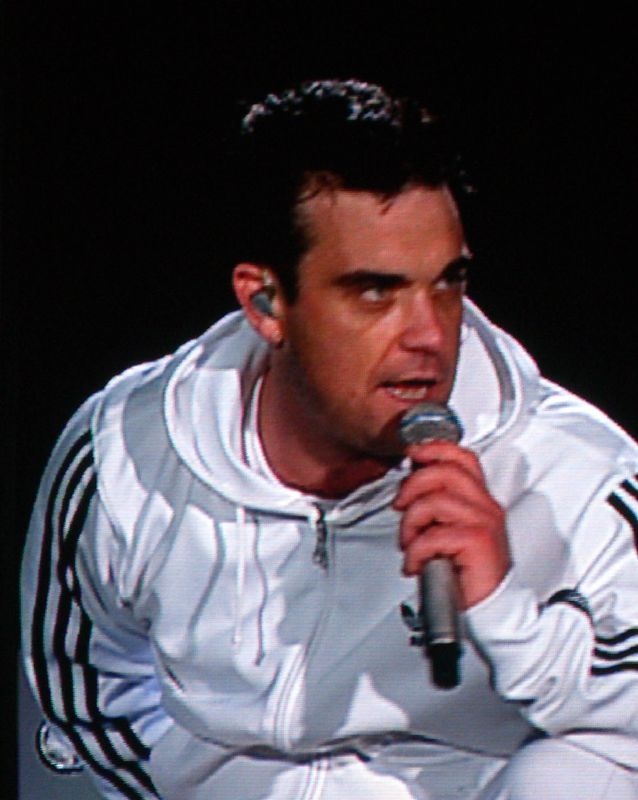

روبي ويليامز مغني بوب بريطاني ولد في 13 فبراير سنة 1974 في مدينة ستوك-أون-ترينت.
مرشح للجائزة الغرامي (بالإنجليزية: Grammy Awards) بالإضافة إلى حيازته إلى عدة جوائز بريطانية منها جائزة أفضل مغني لعدة مناسبات.
كان عضوا فرقة البوب المشهورة (تيك ذات Take That) من عام 1990-1995 ثم مرة أخرى من عام 2009-2012.
البومات روبي وليامس الفردية حطمت رقم قياسي بالمبيعات حتى هذا اليوم وكما يحتل الصدارة في نيل الجوائز البريطانية كما دخل موسوعة الغنيس في جولته الاوربية عند بيعه مليون وستة مئة الف بطاقة حفلة غنائية في يوم واحد فقط.
من اغانيه المشهورة:
1- Come undone
2- Eternity
3- Something Beautiful
4- Feel
5- Advertising Space
6- My Way
7- Mr Bojangles
8- she's the one
9- Sexed up
10- revolution
11- Angels
12- Rock Dj
13- Handsome Man
14- Lovelight
15- Let Me Entertain You
16-Bodies

## روابط خارجية
- روبي ويليامز على موقع IMDb (الإنجليزية)
- روبي ويليامز على موقع ألو سيني (الفرنسية)
- روبي ويليامز على موقع ميوزك برينز (الإنجليزية)
- روبي ويليامز على موقع أول موفي (الإنجليزية)
- روبي ويليامز على موقع قاعدة بيانات الأفلام السويدية (السويدية)
- روبي ويليامز على موقع إن إن دي بي (الإنجليزية)
- روبي ويليامز على موقع أول ميوزيك (الإنجليزية)
- روبي ويليامز على موقع ديسكوغز (الإنجليزية)
- روبي ويليامز على موقع قاعدة بيانات الفيلم (الإنجليزية)
- روبي ويليامز على موقع كينوبويسك (الروسية)